# Peña Bolística Construcciones Rotella
La Peña Bolística Construcciones Rotella fue una peña de bolo palma de Torrelavega que desarrolló su actividad entre 1980 y 1998; se trata de la segunda peña más laureada del bolo palma español (y la más laureada en el momento de su desaparición), tan solo por detrás de Puertas Roper.

## Historia
La peña Construcciones Rotella se fundó en 1980, compitiendo en las categorías inferiores; en 1981 logró la victoria en el grupo 2 de Segunda Categoría y el ascenso a Primera. Con el fichaje de algunos jugadores de Santa María del Sel (campeona de Liga y Copa) los de Torrelavega lograron el título liguero en su debut en 1982. Durante los 80 y los 90 Construcciones Rotella y Puertas Roper establecieron una gran rivalidad y se disputaron la hegemonía de los bolos: entre 1982, año de la primera liga de Rotella, y 1998, el año de su desaparición, Rotella y Puertas Roper se hicieron con 15 ligas (tan sólo La Carmencita les pudo arrebatar la liga dos temporadas, y Peñacastillo una), 7 Copas FEB (de 11 disputadas) y 12 de las 17 Copas Presidente de Cantabria. Esto hizo que en el momento de su desaparición la peña torrelaveguense fuera la más laureada de los bolos.

## Palmarés
- Campeón de liga Torneo Diputación (2): 1982,[2] y 1985.[2]
- Campeón de Liga Nacional de Bolos (7): 1988, 1989, 1990, 1992, 1995, 1996 y 1998.
- Campeón de la Copa Federación Española de Bolos (4): 1988, 1993, 1996 y 1998.
- Campeón de la Copa Presidente de Cantabria (5): 1984, 1985, 1989, 1994 y 1996.
- Campeón del Campeonato de España de Bolo Palma de Clubs (2): 1982 y 1984.
- Subcampeón de liga Torneo Diputación (1): 1984.
- Subcampeón de la Liga Nacional de Bolos (1): 1993.
- Subcampeón de la Copa Federación Española de Bolos (3): 1992, 1994 y 1995.
- Subcampeón de la Copa Presidente de Cantabria (3): 1988, 1991 y 1998.